# Andy Hicks
Pour les articles homonymes, voir Hicks.
Andy Hicks, né le 10 août 1973 à Tavistock dans le comté de Devon en Angleterre, est un joueur de snooker professionnel anglais.
Hicks ne compte aucune finale dans un tournoi classé, malgré six échecs en demi-finale. Il a notamment été demi-finaliste dans les trois tournois majeurs (championnat du monde, championnat du Royaume-Uni et Masters). L'Anglais n'a jamais fait partie du top 16 mondial, obtenant comme meilleur classement une 17e place. Hicks décroche son seul titre professionnel au championnat Benson & Hedges en 1997. Après une longue période de méforme, il est relégué du circuit principal en 2013, et ne regagne sa place qu'en 2019, pour la reperdre en 2024.

## Carrière

### Débuts (1989-1993)

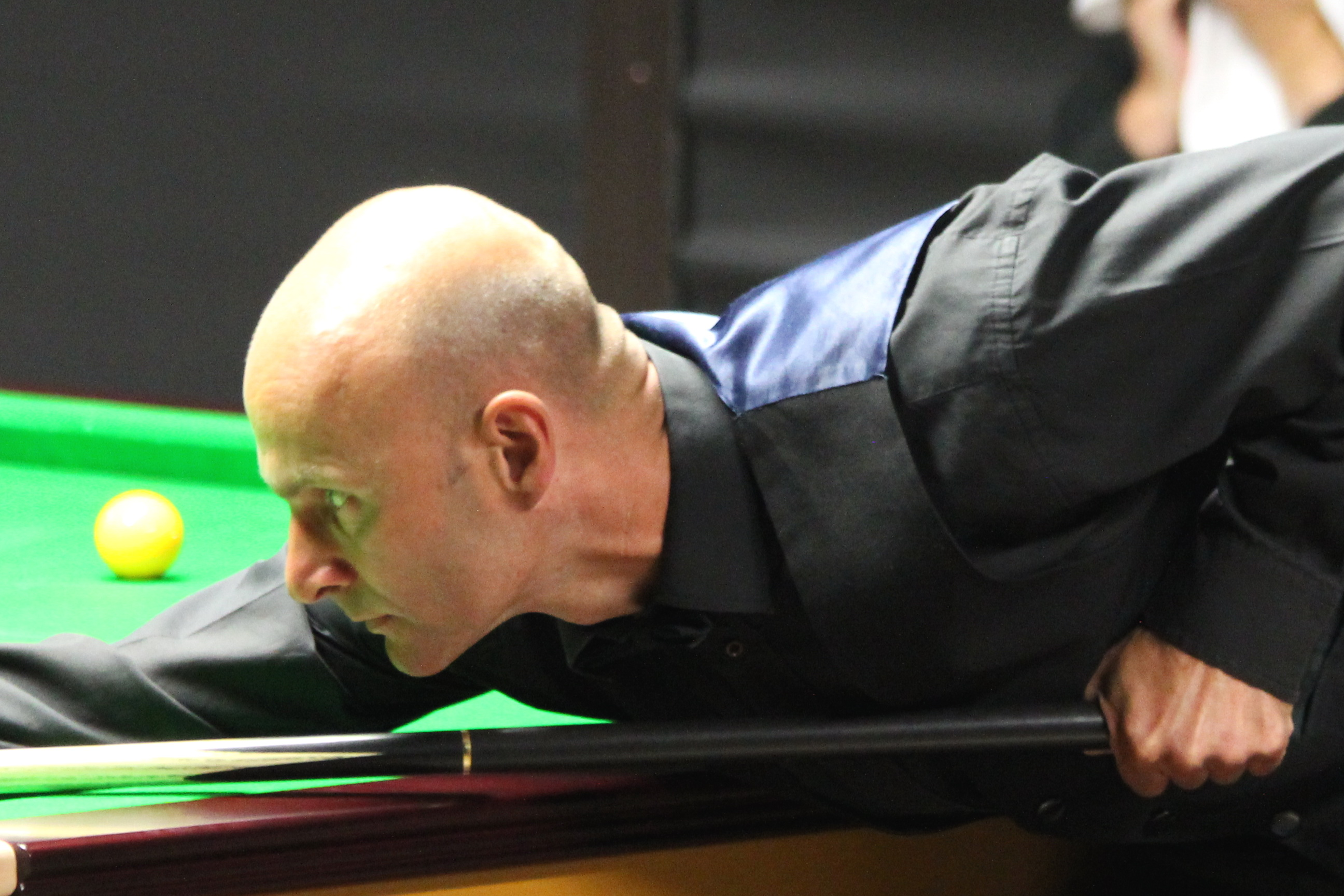
Andy Hicks au Classique Paul Hunter 2016

Chez les juniors, Hicks dispute la finale au championnat de Grande-Bretagne des moins de seize ans, qu'il perd contre Ronnie O'Sullivan. 
Hicks commence sa carrière professionnelle en 1991. Dès 1993, il atteint sa première demi-finale d'un tournoi classé lors de l'Open d'Europe, après avoir éliminé Ronnie O'Sullivan en quart de finale, 5 à 4. Opposé au sextuple champion du monde Steve Davis en demi-finale, Hicks est inexistant et s'incline 6 à 1. 

### Meilleures années (1995-1996)
Après une nouvelle demi-finale à l'occasion du Grand Prix, où il passe proche de dompter Dave Harold (défaite dans la manche décisive), Hicks rejoint la demi-finale au championnat du monde de snooker 1995, après des victoires contre Steve Davis, Willie Thorne et Peter Ebdon. Il s'incline ensuite contre Nigel Bond, 16 manches à 11. Ce résultat remarquable lui permet d'atteindre la 17e place du classement mondial, classement qu'il ne parviendra jamais à dépasser. Par la suite, Hicks réussit à atteindre la phase finale du championnat du monde par sept fois, mais ne franchit qu'une seule fois le premier tour, en 2004. Au premier tour de cette édition, il bat l'Australien Quinten Hann. À la fin de la rencontre, les deux joueurs ont bien failli en venir aux mains, après que Hicks s'est réjoui que cette défaite allait coûter sa place dans le top 16 à Hann. En plein match, l'Australien avait lancé à Hicks : « j'ai apprécié les trois dernières fois où je t'ai battu ». 
L'année suivante, Hicks dispute les demi-finales d'un tournoi classé pour la troisième fois, à l'occasion du championnat du Royaume-Uni, battant encore une fois Ronnie O'Sullivan en quart de finale. Toutefois, il concède une nouvelle défaite sévère en demi-finale, opposé à Peter Ebdon (9-1). Il réitère pendant le Masters de snooker en début d'année 1996, où il avait commencé aux matchs de barrage. Néanmoins, comme dans ses autres apparitions en demi-finale, il est largement battu (6-1), face à O'Sullivan. Il a de nouveau sa chance lors de l'Open d'Europe à la fin de la saison 1995-1996, après une belle victoire au premier tour contre Steve Davis. Néanmoins, il ne franchit toujours pas le cap des demi-finales, étant dominé par Peter Ebdon (6-3). 

### Difficultés (depuis 1997)
Néanmoins, les deux saisons qui suivent ne sont pas à la hauteur de son nouveau classement et il ne réussit pas à conserver sa place dans le top 20 mondial, rétrogradant à la 21e position. Par ailleurs, Hicks remporte en 1997 le championnat Benson & Hedge, ce qui reste sa seule victoire dans un tournoi du circuit professionnel. Ce succès lui assure une seconde apparition au Masters de snooker, mais il ne franchit pas le tour préliminaire. Ses résultats continuent de se dégrader et il chute au 62e rang mondial au terme de la saison 2002-2003. Le joueur anglais semble se ressaisir en 2004 lorsqu'il est quart de finaliste à l'Open de Grande-Bretagne, après une victoire notable contre le no 7 mondial de l'époque, Ken Doherty. Il est ensuite stoppé par Ronnie O'Sullivan. Ce sursaut lui permet de revenir dans le top 32 mondial pour deux saisons, puis il en sort à nouveau. 
Les saisons qui suivent sont encore une fois désastreuses, Hicks n'obtenant que très peu de qualifications pour des tournois classés. Pendant la saison 2012-2013, il échoue aux qualifications de chaque tournoi auquel il participe et termine en dehors du top 64 mondial, si bien qu'il est relégué du circuit professionnel à la fin de l'année. Il lui faut attendre 2019 pour retrouver sa place sur le circuit mondial de snooker. Pendant cette période, Hicks réussit l'exploit d'arriver jusqu'en demi-finale d'un tournoi classé en tant que joueur amateur. En 2021, il réussit un beau parcours au championnat du Royaume-Uni, où il va en quart de finale.  
À l'issue de la saison 2023-2024, Andy Hicks est déclassé en dehors du top 64 mondial, lui coûtant sa place parmi les joueurs du circuit professionnel.  

## Palmarès
| Légende | Catégorie                      | Titres                         | Finales                        |
|         | Tournois non classés           | 1                              | 3                              |
|         | Tournois amateurs              | 1                              | 0                              |
| Gras    | Tournois de la triple couronne | Tournois de la triple couronne | Tournois de la triple couronne |

### Titres
| Saison    | Nom du tournoi              | Lieu      | Finaliste   | Score | Tableau |
| 1997-1998 | Championnat Benson & Hedges | Prestatyn | Paul Davies | 9-6   |         |

### Finales perdues
| Saison    | Nom du tournoi                                     | Lieu      | Finaliste         | Score | Tableau |
| 1989      | Championnat de Grande-Bretagne des moins de 16 ans |           | Ronnie O'Sullivan | 1-3   |         |
| 1993-1994 | Challenge Strachan (épreuve 1)                     | Leicester | Anthony Hamilton  | 4-9   |         |
| 1995-1996 | Tournoi qualificatif au Masters d'Écosse           | Glasgow   | Alan Burnett      | 2-5   |         |
| 1996-1997 | Tournoi Pontins                                    | Prestatyn | Martin Clark      | 7-9   |         |